# GypsyCrusader
Пол Ніколас Міллер (нар. 11 серпня 1988), більш відомий під своїм псевдонімом GypsyCrusader (Циган Хрестоносець), — американський ультраправий політичний оглядач, стример, прихильник переваги білої раси, колишній боєць тайського боксу і засуджений злочинець. Він найвідоміший своїми прямими трансляціями на різних медіа-сервісах, у яких він зображає безліч різних персонажів, включно з Джокером, Маріо, та інших, у той час як він розповідає про свої політичні переконання незнайомцям на Omegle. Він відомий своїм захистом расової війни і підтримкою переваги білих і неонацизму. Він був пов'язаний з кількома альтернативними правими і вкрай правими організаціями, включно з Proud Boys і рухом Boogaloo.

## Біографія
Пол народився 11 серпня 1988 року в Нью-Йорку. Його батько має циганське коріння, мати — мексиканка за національністю. У віці 20 років Міллер захопився тайським боксом. Почав активно тренуватися, вже через 3 місяці вийшов на перший аматорський бій.
У напівлегкій вазі Пол завоював титул на обласних, а потім і національних змаганнях, і був прийнятий до Всесвітньої асоціації кікбоксингу. Після автомобільної аварії спортсмен не зміг виступати і був змушений перейти на тренерську роботу.

## Блогерська діяльність
12 жовтня 2018 року Міллер був залучений у конфлікт з антифашистами. Міллер стверджує, що намагався бути присутнім на виступі засновника Proud Boys Гевіна Макіннеса, щоб написати про це.
Антифашисти, яких поліція затримала як підбурювачів до бійки, допомогли звільнити Пола з тренерського клубу. Вони дізналися адресу магазину матері Міллера і погрожували жінці. Сам Пол був змушений змінити місце проживання і переїхав до Флориди. З цього моменту блогер оголосив війну антифашистам. Він узяв собі псевдонім Gypsy Crusader, зареєстрував профілі в Telegram та Instagram, створив канал на YouTube.

## Неонацистська діяльність
Міллер часто виявляє крайню ненависть до євреїв і заперечує Голокост. Він висловлює бажання «труїти їх газом до смерті» і стверджує, що «збирає армію» в Інтернеті з наміром втілити свої жорстокі ідеї в життя. У кількох відеороликах, розміщених ним у мережі, його можна побачити, як він позує поруч із нацистським прапором і в броні, розмахує свастикою.
Міллер також відомий своєю ненавистю до чорношкірих. Через його переконання, що їх слід «відправити назад в Африку», його називають білим націоналістом. Він також використовував фразу «тільки білі життя мають значення» і викликав невдоволення кількох протестувальників Black Lives Matter на кількох різних акціях протесту
Міллер був присутній на мітингу Трампа і сказав чорношкірій жінці з плакатом Black Lives Matter, що «тільки білі життя мають значення» і «Хайль Гітлер», а потім назвав іншу чорношкіру жінку «шимпанзе». Пізніше того ж дня Міллер проїжджав повз мітинг Black Lives Matter в Іст-Брансвіку, штат Нью-Джерсі, і неодноразово вигукував на адресу протестувальників «Життя чорношкірих не мають значення».
Подібні висловлювання привернули увагу правоохоронних органів. У травні 2020 року агенти ФБР спробували зв'язатися з Міллером через його батьків. Коли визнали, що Пол не становить небезпеки для суспільства, залишили його в спокої.

## Злочинні дії
У 2006 році, у віці 18 років, Міллеру було висунуто обвинувачення в нападі за обтяжуючих обставин. Він не визнав себе винним і не був засуджений до тюремного ув'язнення.
У 2007 році Міллера заарештували і звинуватили у зберіганні наркотиків і намірі їх продати. Він отримав покарання у вигляді 180 днів у в'язниці і 4 роки випробувального терміну.
17 січня 2018 року Міллеру було пред'явлено звинувачення в незаконному зберіганні вогнепальної зброї, але обшук в його будинку не проводився до 2021 року. 2 березня 2021 року Міллер був заарештований. Співробітники поліції прибули до нього додому о 5 годині ранку, щоб супроводити його до відділку. Арешт пов'язаний з інцидентом, що стався 17 січня 2018 року, коли журналіст незаконно заволодів вогнепальною зброєю. Полу висунули звинувачення в незаконному зберіганні зброї (під час обшуку в будинку блогера було знайдено гвинтівку і 850 патронів). Наявність незареєстрованої зброї неонацист пояснив тим, що боявся нападу антифашистів, які протягом декількох місяців переслідували його матір. Раніше повідомлялося, що Міллеру загрожує до 30 років позбавлення волі. На наступний день після його арешту відбулося перше судове засідання. Пол вибачився перед громадськістю. Від послуг державного адвоката він відмовився. Блогер заявив судді, що у нього достатньо грошей, щоб оплатити послуги адвоката. Під час попереднього слухання Міллеру відмовили у звільненні під заставу.
Судові розгляди завершилися у вересні 2021 р. Міллера засудили до 41 місяця позбавлення волі, з подальшим 3-річним звільненням під наглядом. 31 січня 2023 року він був звільнений з-під варти під наглядом. Але у квітні 2023 року його повернули до в'язниці, оскільки, за даними ЗМІ, перебуваючи під наглядом торгував расистською атрибутикою.